# 球探 (足球)
一名足球球探常會作為代表球會出席足球賽事以收集情報。大致可以分為兩類球探：專才球探及戰術球探。

## 分类
球員球探 或專才球探 會評價球員的天份，以期能為其僱主跟他們簽下職業合同。一些球探集中於發掘有前途的年輕球員和明日之星， 其他的受僱去探察潛在引援。 而小型球會可能只會觀探他們本國甚至該地區, 大型而富有球會才可以擁有廣博的國際球探網絡。
戰術球探 負責評估即將進行對賽的球會，並為它們球隊戰術上的預備工作準備材料。這類球探會評估球隊和每一位球員(而不是在這些比賽中確認人才)，以確定在對手身上戰術性威脅和弱點。戰術球探是典型的球會全職員工，正如他們的知識及和調查結果皆會被認為是對球會的鐀寶。 
但是， 即使身處大型職業球會也相對罕有球探能獲全職受僱。大致上，他們的人數往往由球探的才幹而定， 絕大多數也是兼職工作，而這類球探一家球會往往可以聘請數百名 - 舉個例說，有報導指西班牙甲組聯賽球隊西維爾便擁有一個約700名球探的環球性專才網絡。
並不是所有球探也真的所僱於球會旗下。舉例來說，電腦遊戲足球經理人的製造商便擁有他們的國際球探網絡，而英超方面他們於2008年與球會愛華頓他們便簽署了一份獨家協議，為其提供早一步使用數據庫的統計數據和評級。

## 物色球員
一個專才球探通常盡可能出席更多的足球比賽以求第一手評鑑對象。球探總希望從出席低級組別聯賽中找出有前途的年輕球員，這他們的天賦可跟年長的同儕作對比，或少年、青年和U-21國際錦標賽。球探也可能從經理人、同行或球會同事中獲知內幕消息。

## 鑑定球員
就初步評估而言，專才球探會先判斷球員是否具備足球所需的技術特質在事業上取得成功。然後再為這批球員向不同球會的管理部門進行亮點。以下包括了一些球探會考察球員的所需特質:
- 守門員: 良好反應、與後防的交流、一對一能力、對禁區的指揮及高空判斷力.[5]

- 中堅: 良好的防空力和鏟截能力、高度、試圖阻攔的膽量、集中力.[6]

- 邊衞: 速度、體能、先發制人、鏟截和盯人能力、走動率及團隊可靠性.[7]

- 正中場: 體能、傳球能力、團隊可靠性、位置感、盯人能力.[8]

- 邊翼: 速度、個人技巧如盤扭性和貼身控球、不持球走位、創造力.[9]

- 前鋒: 入球能力、冷靜性、個人技巧、制空能力、速度、不持球走位.[10]